# Vitomira
Vitomira je žensko osebno ime.

## Izvor imena
Ime Vitomira je daljša oblika imena Vita.

## Pogostost imena
Po podatkih Statističnega urada Republike Slovenije je bilo na dan 31. decembra 2007 v Sloveniji 12 oseb z imenom Vitomira.